# Atletica leggera alla I Universiade
Le gare di atletica leggera alla I Universiade si sono svolte a Torino, in Italia, dal 3 al 6 settembre 1959.

## Risultati

### Uomini
| Specialità             | Oro                                                                   | Prestazione | Argento                                                                         | Prestazione | Bronzo                                                         | Prestazione |
| 100 metri              | Livio Berruti                                                         | 10"5        | Jean-Claude Penez                                                               | 10"8        | Romain Poté                                                    | 10"8        |
| 200 metri              | Livio Berruti                                                         | 20"9        | Nikolaos Georgopoulos                                                           | 21"6        | Fritz Helfrich                                                 | 21"7        |
| 400 metri              | Viktor Šnajder                                                        | 47"5        | Walter Oberste                                                                  | 47"9        | Otto Klappert                                                  | 47"9        |
| 800 metri              | Dieter Heydecke                                                       | 1'50"5      | John Holt                                                                       | 1'50"5      | Kuniaki Watanabe                                               | 1'50"9      |
| 1 500 metri            | Béla Szekeres                                                         | 3'50"9      | John Winch                                                                      | 3'52"0      | Kuniaki Watanabe                                               | 3'52"1      |
| 5 000 metri            | Kevin Gilligan                                                        | 14'09"8     | Saburo Yokomizo                                                                 | 14'14"8     | Jaroslav Bohatý-Pavelka                                        | 14'18"0     |
| 110 metri ostacoli     | Stanko Lorger                                                         | 14"2        | Nereo Svara                                                                     | 14"4        | Giorgio Mazza                                                  | 14"4        |
| 400 metri ostacoli     | Salvatore Morale                                                      | 52"1        | Germano Gimelli                                                                 | 52"8        | Wieslaw Król                                                   | 53"2        |
| 4×100 metri            | Italia Guido De Murtas Salvatore Giannone Giorgio Mazza Livio Berruti | 41"0        | Germania Ovest Rudolf Sundermann Martin Reichert Burkhart Quantz Fritz Helfrich | 41"0        | Francia Ali Brakchi Joël Caprice Jean-Claude Penez Guy Lagorce | 41"4        |
| 4×400 metri            | Francia Albert Grawitz Burkhart Quantz Walter Oberste Otto Klappert   | 3'09"5      | Italia Elio Catola Nereo Fossati Mario Fraschini Germano Gimelli                | 3'11"4      | Regno Unito Robert Hay Mike Robinson John Holt Norman Futter   | 3'12"2      |
| Salto in alto          | Cornel Porumb                                                         | 2,01        | Vladimir Marjanovic                                                             | 1,96        | Raycho Aleksandrov                                             | 1,96        |
| Salto con l'asta       | Noriaki Yasuda                                                        | 4,35        | Mirko Kuzmanovic                                                                | 4,30        | Bernard Balastre                                               | 4,20        |
| Salto in lungo         | Attilio Bravi                                                         | 7,46        | Maurizio Terenziani                                                             | 7,43        | Ali Brakchi                                                    | 7,42        |
| Salto triplo           | Oleg Ryakhovskiy                                                      | 15,74       | Koji Sakurai                                                                    | 15,55       | Hiroshi Shibata                                                | 15,44       |
| Getto del peso         | Hermann Lingnau                                                       | 17,32       | Zsigmond Nagy                                                                   | 17,10       | Georgios Tsakanikas                                            | 16,70       |
| Lancio del disco       | Antonios Kounadis                                                     | 53,07       | Vladimir Lyakhov                                                                | 52,79       | Eugeniusz Wachowski                                            | 52,22       |
| Lancio del martello    | Gyula Zsivótzky                                                       | 63,65       | Anatolij Samocvetov                                                             | 63,61       | Krešimir Racic                                                 | 62,32       |
| Lancio del giavellotto | Hermann Salomon                                                       | 75,95       | Gergely Kulcsár                                                                 | 75,80       | Alexandru Bizim                                                | 72,81       |
| Pentathlon             | Vasili Kuznetsov                                                      | 4006        | Hermann Salomon                                                                 | 3530        | Miloš Vojtek                                                   | 3048        |

### Donne
| Specialità             | Oro                                                                  | Prestazione | Argento                                                  | Prestazione | Bronzo                                                       | Prestazione |
| 100 metri              | Giuseppina Leone                                                     | 11"7        | Lyudmila Nechayeva                                       | 12"0        | Catherine Capdevielle                                        | 12"1        |
| 200 metri              | Giuseppina Leone                                                     | 23"8        | Barbara Janiszewska                                      | 24"2        | Lyudmila Nechayeva                                           | 24"7        |
| 800 metri              | Nicole Goullieux                                                     | 2'11"1      | Edith Schiller                                           | 2'11"3      | Klavdiya Babintseva                                          | 2'12"3      |
| 80 metri ostacoli      | Nelli Yelisayeva                                                     | 11"1        | Snezhana Kerkova                                         | 11"4        | Elżbieta Krzesińska                                          | 11"5        |
| 4×100 metri            | Nelli Yeliseyeva Larisa Kuleshova Tamara Makarova Lyudmila Nechayeva | 46"9        | Anna Doro Fausta Galluzzi Giuseppina Leone Nadia Mecocci | 47"5        | Ilsabe Heider Antje Gleichfeld Kristianne Foss Inge Fuhrmann | 48"1        |
| Salto in alto          | Iolanda Balaș                                                        | 1,80        | Valentina Ballod                                         | 1,73        | Jaroslawa Józwiakowska                                       | 1,61        |
| Salto in lungo         | Elżbieta Krzesińska                                                  | 5,94        | Tamara Makarova                                          | 5,76        | Larisa Kuleshova                                             | 5,71        |
| Getto del peso         | Lidia Sharamovich                                                    | 13,97       | Milena Usenik                                            | 13,90       | Antonia Vehoff                                               | 13,11       |
| Lancio del disco       | Györgyi Hegedus                                                      | 46,76       | Elivia Ricci                                             | 45,56       | Ida Bucsányi                                                 | 43,38       |
| Lancio del giavellotto | Ėl'vira Ozolina                                                      | 49,95       | Urszula Figwer                                           | 47,02       | Maria Diti                                                   | 46,86       |

## Medagliere
| #     | Nazione          | Oro | Argento | Bronzo | Totale |
| ----- | ---------------- | --- | ------- | ------ | ------ |
| 1     | Italia           | 7   | 6       | 1      | 14     |
| 2     | Unione Sovietica | 5   | 5       | 4      | 14     |
| 3     | Germania Ovest   | 3   | 4       | 4      | 11     |
| 4     | Ungheria         | 3   | 2       | 1      | 6      |
| 5     | Jugoslavia       | 2   | 3       | 1      | 6      |
| 6     | Romania          | 2   | 0       | 2      | 4      |
| 7     | Polonia          | 1   | 2       | 5      | 8      |
| 8     | Giappone         | 1   | 2       | 3      | 6      |
| 9     | Regno Unito      | 1   | 2       | 1      | 4      |
| 10    | Francia          | 1   | 1       | 4      | 6      |
| 11    | Grecia           | 1   | 1       | 1      | 3      |
| 12    | Bulgaria         | 1   | 1       | 0      | 2      |
| 13    | Germania Est     | 1   | 0       | 0      | 1      |
| 14    | Cecoslovacchia   | 0   | 0       | 2      | 2      |
| 15    | Belgio           | 0   | 0       | 1      | 1      |
| Total | Total            | 29  | 29      | 30     | 88     |